# Kolartro
Kolartro (danska: Kulsviertro, tyska: Köhlerglaube), betecknar en kritiklös tro på andras ord. Ordet kommer från en tysk 1500-talsberättelse, återgiven av bland andra Martin Luther. Anekdoten handlar om en döende kolare, som tillfrågades av en biskop respektive Djävulen vad han trodde på. Den tillfrågade svarade: ”Det som kyrkan tror”.
Kolartro kan även jämföras med det franska uttrycket foi de charbonnier, och ska egentligen uttolkas som ”en enkel mans tro”, en blind tilltro till andras utsago.